# Ianduba paubrasil
Ianduba paubrasil är en spindelart som beskrevs av Alexandre B. Bonaldo 1997. Ianduba paubrasil ingår i släktet Ianduba och familjen flinkspindlar. Inga underarter finns listade i Catalogue of Life.